# Infracció de trànsit
Una infracció de trànsit és un incompliment de la normativa de circulació de vehicles, que comporta una sanció administrativa. En el cas de les infraccions de trànsit més greus, la sanció pot ser d'ordre penal, fins al punt de comportar penes privatives de llibertat.
Dins del concepte d'infracció de trànsit s'hi inclouen tots els possibles vehicles: de motor, de tracció animal, bicicletes, i fins i tot les produïdes pels simples vianants.
Les infraccions de trànsit poden ser de menes molt diverses, si bé les més greus acostumen a ser aquelles que posen en perill la vida de l'infractor o de tercers. Entre aquestes cal citar l'excés de velocitat, la conducció temerària o la conducció sota els efectes de l'alcohol o de substàncies estupefaents. No obstant això, infraccions de trànsit poden ser també tota mena de transgressions de la normativa, encara que el resultat d'aquest incompliment sigui simplement la incomoditat per a terceres persones, l'entorpiment del trànsit de vehicles o de persones, o fins i tot l'incompliment d'obligacions formals. Són també, per tant, infraccions de trànsit, el mal aparcament o l'incompliment de l'obligació de dur al damunt la documentació del vehicle, per exemple.
Normalment quan una sanció és tan greu com perquè se sancioni en l'ordre penal, l'ordre administratiu se sol inhibir a favor de la pena més greu. S'evita amb això sancionar dues vegades la mateixa infracció.

## Infraccions de trànsit a Espanya
Les competències de trànsit a l'estat espanyol estan repartides entre tres organismes, Dirección General de Tráfico (DGT) (79% del cens de conductors), Servei Català de Trànsit (16%) i l'Ertzaintza (6%).
Durant l'any 2006 la DGT va formular una mica més de 94.000 denúncies per alcoholèmia mentre que els Mossos d'Esquadra van imposar una mica més de 30.000 sancions.